# مدرسه عالی ملی هوانوردی و فضا
مدرسه عالی ملی هوانوردی و فضا (به فرانسوی: École nationale supérieure de l'aéronautique et de l'espace) یا به صورت مخفف سوپآئرو در سال ۱۹۰۹ برپا گردید. این نهاد یکی از معتبرترین و سختگیرترین آموزشگاه‌های عالی در فرانسه است. این آموزشگاه نخستین آموزشگاه مهندسی هوافضا در جهان بود و هم‌اکنون یکی از بهترین آموزشگاه‌ها در اروپا در این زمینه می‌باشد. نشان سوپآئرو یک بوف کوچک است که نماد خردورزی است و به افتخار ایزدبانو آتنا برگزیده شده‌است.
در سال ۲۰۰۷ سوپآئرو به همراه آنسیکا یک گروه را تشکیل دادند تا آموزشگاه هوانوردی نوینی را پدید آوردند. این آموزشگاه بنیاد عالی هوافضا نام گرفت. هدف از این ادغام افزایش سرشناسی سوپآئرو و آنسیکا در سطح جهان به وسیلهٔ شراکت دو آموزشگاه در دانشکده‌ها و ابزارهای آزمایشی یکدیگر بود. روند ثبت نام دانشجویان، دوره‌ها و گواهینامه پایان دوره شامل این ادغام نمی‌شود و هر کدام از این دو آموزشگاه دارای موارد یاد شدهٔ متمایزی از یکدیگر هستند.
سوپآئرو دارای یک دورهٔ آموزشی سه ساله و یک دورهٔ استادی است و از زمان پایه‌گذاری آن در سال ۱۹۰۹ بیش از ۱۱۰۰۰ دانش آموخته تربیت کرده‌است. برخی از آن‌ها در این زمینه به سرشناسی رسیده‌اند که از میان آنان می‌توان به آنری کواندا - کاشف تاثیر کواندا، آنری زیگلر - پدر برنامهٔ ایرباس، فردریک داله - نخستین رئیس شرکت آریانسپاس و ژان-فرانسوا کلروا - فضانورد را نام برد.

## تاریخچه
در سال ۱۹۰۹ یک افسر مهندس به نام سرهنگ ژان-باتیست روش چشم‌اندازی رادر آینده پیش‌بینی کرد که در آن هواپیما نقش چشمگیری خواهد داشت و از این روی آموزشگاه عالی هوانوردی و سازه‌های مکانیکی را در پاریس، بلوار ویکتوریا پایه‌گذاری نمود که امروزه محوطهٔ آنستا پاری تک است. این آموزشگاه در سال ۱۹۳۰ به آموزشگاه عالی هوانوردی و در سال ۱۹۷۲ به آموزشگاه عالی ملی هوانوردی و فضا که کوتاه شدهٔ معادل فرانسوی آن سوپآئرو است تغییر نام داد.
در سال ۱۹۶۸ سوپآئرو به مجتمع هوافضای تولوز که قلب محیط صنعتی و علمی جهان بود منتقل شد. در این زمان یک مرکز پژوهشی بزرگ به نام مرکز مطالعات و پژوهش‌های تولوز در این مکان پایه‌ریزی شد. این مرکز که وابسته به آموزشگاه بود مرکز تولوز دفتر ملی مطالعات و پژوهش‌های هوافضا (انرا) گردید. وظیفهٔ این مرکز انجام پژوهش‌های مورد نیاز بخش‌های هوانوردی، هوافضا و دفاعی است. در نزدیکی سوپآئرو دانشگاه ملی هوانوردی کشوری (اناک) و آژانس فضایی فرانسه و دیگر آزمایشگاه‌های پژوهشی قرار گرفته‌است. در سال ۱۹۹۴ سوپآئرو زیر نظارت وزارت دفاع فرانسه قرار گرفت. این آموزشگاه دارای هیئت رئیسه است.
در سال ۲۰۰۷ سوپآئرو با آنسیکا، دیگر آموزشگاه مهندسی هوافضا، ادغام شد تا هزینه‌های افزون بر نیاز را کاهش داده و وجههٔ بین‌المللی بیشتری به دست آورد. نهاد جدید بنیاد عالی هوانوردی و فضا (ایزائه) نام گرفت. با این وجود هر دو آموزشگاه دارای روند ثبت نام جداگانه برای دانشجویان هستند و دو مدرک پایان دورهٔ جداگانه ارائه می‌دهند. سوپآئرو مجاز به دادن درجهٔ دکترای آموزشگاه عالی مهندسی هوافضا با مهر خود می‌باشد.

## آموزش
سوپآئرو دارای طیف گسترده‌ای از رشته‌های مهندسی در زمینه‌هایی که مربوط به صنعت هوافضا می‌شوند است.
مانند دیگر آموزشگاه‌های مهندسی در فرانسه کسی که از سوپآئرو گواهینامهٔ پایان دوره دریافت می‌کند دست کم یک دورهٔ پنج سالهٔ آموزشی را طی کرده‌است. درجهٔ مهندسی پس از دست کم دو سال آموزش داده می‌شود.